# 眼斑四臂躄魚
眼斑四臂躄魚，為輻鰭魚綱鮟鱇目躄魚亞目四臂躄魚科的其中一種，分布於西太平洋區的新幾內亞、阿拉弗拉海海域，棲息深度51公尺，體長可達7公分，棲息在沙泥底海域，生活習性不明。